# Vasil Kušej
Vasil Kušej (* 24. Mai 2000 in Ústí nad Labem) ist ein tschechischer Fußballnationalspieler.

## Karriere

### Verein
Kušej begann seine Karriere beim FK Ústí nad Labem. Zur Saison 2015/16 wechselte er nach Deutschland zu den B-Junioren von Dynamo Dresden. In seiner ersten Saison kam er zu 15 Einsätzen in der B-Junioren-Bundesliga, in denen er zwei Tore erzielte. In der Saison 2016/17 erzielte er in 16 Spielen für das U-17-Team der Dresdner 17 Tore. Bereits im November 2016 spielte er gegen den Hamburger SV erstmals für die U-19-Mannschaft von Dynamo in der A-Junioren-Bundesliga. In der Saison 2016/17 kam er neben seinen 16 Einsätzen für die B-Junioren auch zu fünf für die A-Junioren.
Zur Saison 2017/18 rückte er fest in den Kader dieser auf. Im September 2017 erhielt Kušej einen bis Juni 2022 laufenden Profivertrag. In der Saison 2017/18 kam er zu 20 Bundesligaeinsätzen, in denen er 14 Tore erzielte. In der Saison 2018/19 kam er in ebenso vielen Einsätzen auf zwölf Treffer.
Zur Saison 2019/20 rückte er in den Profikader des Zweitligisten, wurde jedoch ohne Einsatz noch im September 2019 an den österreichischen Zweitligisten FC Wacker Innsbruck verliehen. Sein Debüt in der 2. Liga gab er im Oktober 2019, als er am zehnten Spieltag jener Saison gegen die Kapfenberger SV in der 66. Minute für Karim Conté eingewechselt wurde.
Nach vier Einsätzen für die Tiroler kehrte er im Juni 2020 aufgrund seines während der laufenden Saison endenden Leihvertrags nach Dresden zurück, nachdem dieser nicht verlängert worden war. Zur Saison 2020/21 wechselte Kušej leihweise zum tschechischen Zweitligisten FK Ústí nad Labem, bei dem er einst seine Karriere begonnen hatte. Bis zum Ende der Leihe kam er zu 25 Zweitligaeinsätzen für Ústí nad Labem. Zur Saison 2021/22 kehrte er nicht mehr nach Dresden zurück, sein noch ein Jahr laufender Vertrag wurde im Juni 2021 aufgelöst.
Daraufhin blieb Kušej in Tschechiens zweiter Liga und schloss sich dem SK Prostějov an. Im Januar 2023 wechselte er zum Erstligisten FK Mladá Boleslav.

### Nationalmannschaft
Kušej spielte ab 2015 für die tschechische U16-Auswahl. 2017 spielte er für die U17-Mannschaft. Zwischen 2017 und 2018 kam er auch für das U18-Team zum Einsatz.
Im Mai 2018 debütierte der Stürmer gegen Kasachstan für die U19-Auswahl. Mit dieser nahm er 2019 auch an der EM teil. Bei dieser schied Kušej mit den Tschechen jedoch als Letzter der Gruppe B bereits in der Vorrunde aus und kam während des Turniers in allen drei Spielen zum Einsatz.
Am 20. November 2023 wurde er im letzten Spiel der Qualifikation für die EM 2024 in der 58. Minute zu seinem ersten A-Länderspiel eingewechselt. Durch einen 3:0-Sieg gegen die Republik Moldau qualifizierten sich die Tschechen für die EM-Endrunde 2024.